# Melungeon
Melungeon è il nome dato ad una popolazione del sud-est degli Stati Uniti, situata tra Tennessee orientale, Kentucky, Virginia e Carolina del Nord.
È una popolazione dalla pelle a volte scura, con lineamenti caucasoidi; alcuni individui presentano anche la plica mongolica agli occhi. Molto probabilmente discendono da colonizzatori spagnoli e portoghesi che si mescolarono a tribù di nativi, con un possibile contributo di schiavi mori e turchi.
L'interesse per i Melungeon è aumentata intorno alla metà degli anni '90, grazie al libro di Brent Kennedy The Melungeons: The Resurrection of a Proud People, dove si fa riferimento anche all'Anatolia per l'origine di questa popolazione.
I melungeon vengono citati anche nei romanzi Ceneri di Kathy Reichs (Rizzoli, 2003) e Demon Copperhead di Barbara Kingsolver, Premio Pulitzer 2023 (Neri Pozza, 2023).
Wayne Winkler, fondatore della Melungeon Heritage Association, è l'uomo che da anni si batte per il riconoscimento dell'identità dei Melungeon come etnia.
I Melungeon e la loro presunta storia sono citati anche da Bill Bryson nel suo libro "America perduta".
I Melungeon sono citati anche nel "Il Pescatore" di John Logan (Zona 42, 2024)